# Calytrix microcoma
Calytrix microcoma är en myrtenväxtart som beskrevs av Lyndley Alan Craven. Calytrix microcoma ingår i släktet Calytrix och familjen myrtenväxter.
Artens utbredningsområde är Queensland. Inga underarter finns listade i Catalogue of Life.